# Anette Novak
Anette Gabriella Novak, född 9 maj 1967 i Enskede, är en svensk journalist och tidigare myndighetschef.

## Biografi
År 1987 tog Anette Novak en examen i journalistik vid dåvarande Journalisthögskolan, numera JMK, i Stockholm. Därefter tog hon 1991 en examen i franska, kultur och politik vid Sorbonne i Paris. Hon har studerat media, religion och kultur vid Uppsala universitet. Hon har även genomgått Nordiska medieprogrammet (NMP).
Anette Novak har tidigare varit nyhetschef på den kristna oberoende tidningen Dagen. Hon har även varit redaktionschef och stf ansvarig utgivare på den numera nedlagda gratistidningen Stockholm City. Mellan 2009 och 2012 var hon chefredaktör och ansvarig utgivare på Norran i Skellefteå. Därefter startade hon 2012 sin egen konsultverksamhet, Anette Novak AB, inriktad på förändringsprocesser främst inom medieområdet. Hon är även en ofta anlitad talare. Novak lämnade efter närmare fem år, i augusti 2018, tjänsten som vd för det statliga forskningsinstitutet Interactive Institute Swedish ICT (numera RISE Interactive), ett experimentellt it- och designforskningsinstitut som skapar resultat genom att kombinera konst, design och teknologi.
Novak var ledamot av Tidningsutgivarnas styrelse mellan 2009 och 2012 samt valdes 2011 in i World Editors Forums styrelse, ett nätverk som arbetar för att skydda pressfriheten och främja redaktionell suveränitet. Från och med 2012 till 2018 var hon även vice ordförande i styrelsen för Institutet för fortbildning av journalister (Fojo). Hon var mellan 2014 och 2015 ledamot av Sveriges Radios styrelse. 1 juni 2016 valdes hon in som ledamot av Kungliga Ingenjörsvetenskapsakademien, IVA, i dess avdelning för Informationsteknik. 
I december 2022 valdes hon till avdelningens ordförande. 2017 valdes hon in som suppleant i Stiftelsen Tinius och Blommenholm Industrier som innehar den största aktieposten i Schibsted Media Group.
I mars 2015 utsågs Anette Novak till regeringens särskilda mediepolitiska utredare. Den 7 november 2016 överlämnade Anette Novak medieutredningens slutbetänkande till kulturminister Alice Bah Kuhnke.
Den 28 juni 2018 utsåg regeringen Novak till direktör och myndighetschef för Statens medieråd. I samband med utnämningen avgick hon ur Stiftelsen Tinius och Blommenholm Industriers styrelse.
År 2022 utsågs Novak till ledamot av interimsstyrelsen för European Institute of Innovation and Technology’s (EIT) Knowledge and Innovation Community (KIC) ”Culture and Creativity”.
I april 2022 tillträdde Novak tjänsten som vd för Svenska Filminstitutet. Styrelsen avslutade hennes uppdrag den 18 september 2023.
I maj 2025 utsågs Anette Novak till hedersdoktor vid den samhällsvetenskapliga fakulteten, Umeå universitet.